# C2orf49
C2orf49 (англ. Chromosome 2 open reading frame 49) – білок, який кодується однойменним геном, розташованим у людей на 2-й хромосомі. Довжина поліпептидного ланцюга білка становить 232 амінокислот, а молекулярна маса — 25 858.
| 10         |  | 20         |  | 30         |  | 40         |  | 50         |
| ---------- |  | ---------- |  | ---------- |  | ---------- |  | ---------- |
| MAGDVGGRSC |  | TDSELLLHPE |  | LLSQEFLLLT |  | LEQKNIAVET |  | DVRVNKDSLT |
| DLYVQHAIPL |  | PQRDLPKNRW |  | GKMMEKKREQ |  | HEIKNETKRS |  | STVDGLRKRP |
| LIVFDGSSTS |  | TSIKVKKTEN |  | GDNDRLKPPP |  | QASFTSNAFR |  | KLSNSSSSVS |
| PLILSSNLPV |  | NNKTEHNNND |  | AKQNHDLTHR |  | KSPSGPVKSP |  | PLSPVGTTPV |
| KLKRAAPKEE |  | AEAMNNLKPP |  | QAKRKIQHVT |  | WP         |  |            |

A: Аланін

C: Цистеїн

D: Аспарагінова кислота

E: Глутамінова кислота

F: Фенілаланін

G: Гліцин

H: Гістидин

I: Ізолейцин

K: Лізин

L: Лейцин

M: Метіонін

N: Аспарагін

P: Пролін

Q: Глутамін

R: Аргінін

S: Серин

T: Треонін

V: Валін

W: Триптофан

Кодований геном білок за функцією належить до фосфопротеїнів. 
Задіяний у такому біологічному процесі, як альтернативний сплайсинг. 